# Milivoje Petrović Blaznavac
Milivoje Petrović Blaznavac (Blaznava, 16 maggio 1824 – Belgrado, 5 aprile 1873) è stato un militare e politico serbo, primo ministro del Principato di Serbia dal 22 agosto 1872 al 5 aprile 1873.

## Biografia
Esponente degli Ustavobranioci (difensori della Costituzione) che si opponevano alle mire autoritarie del principe Mihailo Obrenović, nel 1848 diventa aiutante di campo del Aleksandar Karađorđević.
Nel 1858 viene promosso colonnello ma proprio in quell'anno, a seguito del ritorno al potere della dinastia Obrenović, viene arrestato e degradato.
Dopo l'omicidio del principe Mihailo il 29 maggio 1868 Blaznavac ordì un colpo di Stato proclamando Principe di Serbia all'ora quattordicenne principe Milan istituendo un consiglio di reggenza (composto da Blaznavac stesso, Jovan Ristić e Jovan Gavrilović) che esercitò il potere fino al raggiungimento della maggiore età del principe Milan.

## Vita privata
Blaznavac si sposò con Katarina Konstantinović che in precedenza era stata la fidanza del principe Mihailo.
Morì improvvisamente di infarto il 5 aprile 1873 ed è sepolto nella tomba di famiglia di Jevrem Obrenović a Rakovica.